# Heinrich Franz Carl Billotte

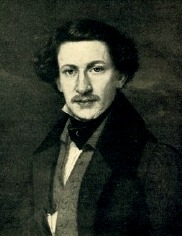
Heinrich Franz Carl Billotte

Heinrich Franz Carl Billotte (* 28. Januar 1801 in Aachen; † 25. April 1892 ebenda) war ein deutscher Porträtmaler des 19. Jahrhunderts.

## Leben
Der Sohn des um 1745 im französischen Metz geborenen Tapissier Claude Billotte und der Aachenerin Anne Elisabeth Bonn (* um 1765) verlor im Jahr 1807 im Alter von sechs Jahren innerhalb eines Monats beide Eltern und wuchs daraufhin bei den Verwandten seiner Mutter im damals französischen Aachen auf. Billotte wurde zunächst wie sein Pflegevater Konditor und heiratete 1826 in erster Ehe die Näherin Johanna Theresia Dechamps aus Hodimont.
Schon in der Jugend war Zeichnen seine Lieblingsbeschäftigung und er nutzte während der Lehr- und Gesellenzeit jede Gelegenheit, sich künstlerisch zu betätigen. Daher lassen sich autodidaktische Anfänge vermuten, bevor er um 1824 in Aachen die Zeichenschule des David-Schülers Johann Baptist Joseph Bastiné besuchte. Er verfeinerte seine Kenntnisse im Zeichnen, Malen und Modellieren und war in den Jahren 1828/29 selbst als Zeichenlehrer tätig. Zu weiteren Studien besuchte Billotte auch die Düsseldorfer Kunstakademie. Darüber hinaus übernahm er weitere Arbeiten als Restaurator, Tapetenmaler, Dekorationsmaler, Glasmaler und Schildermacher.
Sein Sohn aus der ersten Ehe, Egidius Franz Carl Billotte (* 1828), betätigte sich ebenfalls zunächst als Maler, wandte sich später aber immer mehr der Fotografie zu. In seiner Firma „Photographie artistique“ in Brüssel verwendete er die Methode „Photographie au charbon inhaltérable“, ein spezielles Edeldruckverfahren. Ein tradiertes Damenbildnis fertigte er um 1865 an. Der Sohn aus der zweiten Ehe Heinrich Billottes mit Maria Gertrud Coonen, Carl Andreas Hubert Billotte (1838–1917), ließ sich als Fotograf in Aachen nieder. In Coproduktion mit dem fotografischen Atelier seines Sohnes Carl erstellte Heinrich Billotte seine Porträts und kolorierte Fotografien.

## Werke
Billottes frühes Werk, ein Porträt seiner Ehefrau Johanna, ist ein der Romantik und dem  Biedermeier zuzuordnendes Gemälde. Diesem Stil blieb er zeitlebens treu. Er idealisierte die Gesichter der Porträtierten nach den Konventionen des Biedermeiers. Im Stil der Düsseldorfer Malerschule malte er um 1830 seine Fassung einer „Sappho“.
Billotte fertigte seine Ölgemälde sowohl in Porträtsitzungen als auch nach Fotografien seines Sohnes Carl an. Die  Methode, nach Fotografien zu malen, war im 19. Jahrhundert ab 1843 durchaus üblich. Es waren Auftragsbilder in seinem eigenen und dem Stil jener Zeit. Billottes Œuvre vereinigte unterschiedliche Stilrichtungen seiner Epoche: Elemente der Romantik, der Nazarener, des Biedermeier und der Spätromantik. Im Spätsommer 1837 nahm Billotte an der ersten Aachener Gemäldeausstellung zeitgenössischer Künstler im Aachener Rathaus teil. Seine bedeutendsten Werke sind die Porträts des Aachener Printenfabrikanten Henry Joseph Napoléon Lambertz und dessen Ehefrau Pauline. Mit diesen Pendants aus dem Jahr 1878 festigte Billotte seinen Ruf als Porträtmaler.
Zu seinem Repertoire als Künstler zählen kolorierte Fotografien, Landschaftsbilder, Stillleben, Bildkopien und Lithografien. In seinem Œuvre findet sich neben den Porträts ein Familienbild seiner eigenen Familie. In diesem Familienbild wiederholt er als Bild im Bild das Porträt seiner ersten Frau Johanna. Auf diese Weise stellte Billotte in diesem Gemälde seine gesamte Familie vor.

## Signatur
Mit seiner Signatur lieferte der Künstler das handschriftliche Porträt seiner Person. Bei der Signatur seiner Gemälde setzte Billotte eine Ligatur. Er gestaltete sein Monogramm aus den Anfangsbuchstaben seiner drei Vornamen: HFC. Der rechte Vertikalstrich des H wurde zum Stamm des Buchstabens F, wobei der Querbalken des H eine Hauptrolle spielte. Billotte ließ den Querbalken vom H ins F übergehen. Das C verankerte er auf dem Balken mit Widerpart des auslaufenden Querstrichs vom F. Dem Monogramm folgen sein Nachname, ein Punkt und mittig unter der Signatur die Jahreszahl.

## Stil
Heinrich Franz Carl Billotte avancierte nach Bastiné zu einem der bedeutenden Aachener Porträtmalern des 19. Jahrhunderts. Zu seinem Repertoire als Künstler zählen Porträts, Landschaften und Stillleben. Seine Kunstfertigkeiten sind die Malerei, die Symbiose von Malerei und Fotografie, Bildkopien und Lithografien.
Als Porträt-Künstler erstellte er seine Werke in seinem eigenen und dem Stil seiner Zeit, der Romantik und Spätromantik. Billotte verfügte über einen ausgeprägten Detailreichtum und anschauliche Stofflichkeitsillusionen. Vor allem beherrschte er die korrekte Anatomie. Auf seiner Farbpalette dominierten dunkle und warme Töne. Bei den Lambertz-Porträts klingt mit Purpur – Grün Goethes Farbenlehre an.
Sein Gemälde Sappho stürzt sich ins Meer dokumentiert seine Akademiezeit. Seine Symbiose von Malerei und Photographie überliefert kleine Raritäten. Er setzte die moderne Technik der Fotografie als Untergrundskizze und Vorstudien seiner Porträts ein. Zu seinem Stil gehören versteckte Raffinessen: Seine Ligatur, die Platzierung seiner Signatur, sein Bi-Oculus-Effekt, seine pittoresken Details, eine glatte Oberflächengestaltung und neutrale Hintergründe seiner idealisierten Porträts.
Das Porträt von Johanna Billotte bildet den Grundstein für Billottes Aachener Biedermeierstil. Sein Lokalstil reflektiert die Örtlichkeit: zwischen Paris und Düsseldorf. Dieses Werk und sein Selbstbildnis in jungen Jahren stehen zu Beginn seiner Laufbahn. Mit circa 30 Jahren hatte Billotte seinen künstlerischen Höhepunkt erreicht. Es war ihm zeitlebens möglich, seine Kunstfertigkeit aufrechtzuerhalten.

## Rezeption
Fünf Jahre nach seinem Tod verfasste Johannes Fey 1897 die Kurzbiografie des Künstlers. 1927 trat er als Schüler von Bastiné in dessen Hommage mit zwei Werken Der Maler im Kreise seiner Familie und ein Selbstbildnis neben Alfred Rethel, Ludwig Schleiden, Friedrich Thomas und Aloys Hubert Michael Venth auf.

## Liste seiner Werke
- Selbstbildnis, lit. tradiert
- um 1828: Johanna Billotte, Porträt seiner ersten Ehefrau
- um 1828: Das Aachener Münster, Vorstudie, verschollen[6]
- 1828: Das Aachener Münster, verschollen
- 1830: Rossini, lit. tradiert
- 1830: Carl Weymar, lit. tradiert
- um 1830: Sappho stürzt sich ins Meer, verschollen[7]
- 1831: Totenmaske Frau Regierungsrat Krüger, dazugehöriges Gipsmodell
- nach 1839: Zeichnung Stiftspropst Matthias Claessen
- nach 1835: Fahne des Realgymnasiums „mit dem Bilde Karls des Großen“
- um 1838: Porträt seiner Kinder Carl und Johanna
- 1840: Selbstporträt
- 1850: Selbstporträt
- um 1840: Gertrude Billotte, Porträt seiner zweiten Ehefrau mit einer Kopie von Raffaels Madonna della Sedia
- um 1845: Porträt Edmund Emundts (HCF Billotte)
- um 1847: Tondo mit zwei Kinderbildnissen (vermutl. Töchter Billottes)
- 1852: Ölskizze zu einem Familienbild
- 1852: Familie Franz Billotte
- 1858: Stiftsherr Franz  A.G. Kloth
- vor 1866: Kreidezeichnung Kreuzabnahme, Kopie des Bildes von Gerrit van Honthorst
- 1871: Gemälde-Fotografie Maria Lambertz
- 1876: Gemälde-Fotografie Pauline Lambertz
- 1876 (?): Gemälde-Fotografie Henry Lambertz
- 1877: Louise Billotte, Porträt seiner Tochter
- um 1878: Sitzprobe Pauline Lambertz
- 1878: Henry Lambertz
- 1878: Pauline Lambertz
- um 1879: Kopie von A. Venth Hl. Petrus
- 1881: kleines Altarbild Maria mit Kind (Kopie?) für einen Johann-Joseph-Couven-Altar in der Aachener Peterskirche
- undat. Stillleben Trauben mit Pfirsichen[8]
- undat. fünf Zeichnungen
- undat. Lithografie Johann Wilhelm Dilschneider
- undat. ältere Dame mit Leinenfichu